# 緬甸環宇海龍
緬甸環宇海龍（学名：Cosmocampus investigatoris），为輻鰭魚綱棘背魚目海龍魚科的其中一種，分布於印度西太平洋區，包括波斯灣、緬甸、斯里蘭卡及泰國等海域，棲息深度可達15公尺，體長可達7.2公分，棲息在珊瑚礁區，卵胎生。

## 外部連結
- 緬甸環宇海龍的圖片